# Sidneioides tamaramae
Sidneioides tamaramae is een zakpijpensoort uit de familie van de Polyclinidae. De wetenschappelijke naam van de soort is voor het eerst geldig gepubliceerd in 1909 door Kesteven.